# North American Soccer League 1968
Navigation
Édition suivante
La North American Soccer League 1968 est la saison inaugurale de la North American Soccer League. Dix-sept équipes (quinze provenant des États-Unis et deux du Canada) prennent part à la compétition. Comme dans d'autres compétitions organisées en Amérique (LNH ou NBA), un système de franchises est mis en place. Ainsi, il n'y a ni promotion, ni relégation.
Les Chiefs d'Atlanta remportent cette première édition en battant en finale les Toros de San Diego.

## Les 17 franchises participantes
| Chiefs d'Atlanta Whips de Washington New York Bays de Baltimore Beacons de Boston Cleveland Mustangs de Chicago Falcons de Toronto Detroit Spurs de Kansas City Stars de Houston Stars de Saint-Louis Tornado de Dallas Toros de San Diego Clippers d'Oakland Wolves de Los Angeles Royals de Vancouver |

| - Conférence Ouest - Tornado de Dallas - Stars de Houston - Spurs de Kansas City - Wolves de Los Angeles - Clippers d'Oakland - Stars de Saint-Louis - Toros de San Diego - Royals de Vancouver | - Conférence Est - Chiefs d'Atlanta - Bays de Baltimore - Beacons de Boston - Mustangs de Chicago - Stokers de Cleveland - Cougars de Detroit - Generals de New York - Falcons de Toronto - Whips de Washington |

## Format de la compétition
- Les 17 équipes sont réparties en 2 conférences contenant chacune deux divisions.

Les rencontres se répartissent comme suit :
- Pour chaque équipe de la conférence Ouest :
  - 4 matchs (deux à domicile et deux à l'extérieur) contre les équipes de sa division
  - 3 matchs (deux à domicile et un à l'extérieur) contre une équipe de l'autre division de la conférence Ouest
  - 3 matchs (un à domicile et deux à l'extérieur) contre une équipe de l'autre division de la conférence Ouest
  - 2 matchs (un à domicile et un à l'extérieur) contre les deux autres équipes de l'autre division de la conférence Ouest
  - 2 matchs (un à domicile et un à l'extérieur) contre une équipe de la conférence Est
  - 1 match à domicile contre quatre équipes de la conférence Est
  - 1 match à l'extérieur contre quatre équipes de la conférence Est

- Pour chaque équipe de la division Atlantic :
  - 4 matchs (deux à domicile et deux à l'extérieur) contre les équipes de sa division
  - 2 matchs (un à domicile et un à l'extérieur) contre les équipes de la division Lakes
  - 1 match à domicile contre quatre équipes de la conférence Ouest
  - 1 match à l'extérieur contre quatre équipes de la conférence Ouest

- Pour chaque équipe de la division Lakes :
  - 4 matchs (deux à domicile et deux à l'extérieur) contre les équipes de sa division
  - 2 matchs (un à domicile et un à l'extérieur) contre les équipes de la division Atlantic
  - 2 matchs (un à domicile et un à l'extérieur) contre deux équipes de la conférence Ouest
  - 1 match à domicile contre trois équipes de la conférence Est
  - 1 match à l'extérieur contre trois équipes de la conférence Est

- Les vainqueurs de division sont qualifiés pour les play-offs. Les vainqueurs de division de la conférence Ouest s'affrontent en finale de Conférence Ouest. Il en est de même pour la Conférence Est
- Le barème des points est le suivant :
  - Victoire : 6 points
  - Match nul : 3 points
  - Défaite : 0 point
  - Un point de bonus est accordé par but marqué dans la limite de 3 buts par match.

## Saison régulière

### Classements des conférences Ouest et Est

#### Conférence Ouest
| Rang | Équipe               | Pts | J  | G  | N | P  | Bp | Bc  | Diff | Bon |
| ---- | -------------------- | --- | -- | -- | - | -- | -- | --- | ---- | --- |
| 1    | Spurs de Kansas City | 158 | 32 | 16 | 5 | 11 | 61 | 43  | +18  | 47  |
| 2    | Stars de Houston     | 150 | 32 | 14 | 6 | 12 | 58 | 41  | +17  | 48  |
| 3    | Stars de Saint-Louis | 130 | 32 | 12 | 6 | 14 | 47 | 59  | -12  | 40  |
| 4    | Tornado de Dallas    | 52  | 32 | 2  | 4 | 26 | 28 | 109 | -81  | 28  |

| Rang | Équipe                | Pts | J  | G  | N | P  | Bp | Bc | Diff | Bon |
| ---- | --------------------- | --- | -- | -- | - | -- | -- | -- | ---- | --- |
| 1    | Toros de San Diego    | 186 | 32 | 18 | 6 | 8  | 65 | 38 | +27  | 60  |
| 2    | Clippers d'Oakland    | 185 | 32 | 18 | 6 | 8  | 71 | 38 | +33  | 59  |
| 3    | Wolves de Los Angeles | 139 | 32 | 11 | 8 | 13 | 55 | 52 | +3   | 49  |
| 4    | Royals de Vancouver   | 136 | 32 | 12 | 5 | 15 | 51 | 60 | -9   | 49  |

- Vainqueur de division et qualification pour la finale de la conférence Ouest

#### Conférence Est
| Rang | Équipe               | Pts | J  | G  | N  | P  | Bp | Bc | Diff | Bon |
| ---- | -------------------- | --- | -- | -- | -- | -- | -- | -- | ---- | --- |
| 1    | Chiefs d'Atlanta     | 174 | 31 | 18 | 6  | 7  | 50 | 32 | +18  | 48  |
| 2    | Whips de Washington  | 167 | 32 | 15 | 7  | 10 | 63 | 53 | +10  | 56  |
| 3    | Generals de New York | 164 | 32 | 12 | 12 | 8  | 62 | 54 | +8   | 56  |
| 4    | Bays de Baltimore    | 128 | 32 | 13 | 3  | 16 | 42 | 43 | -1   | 41  |
| 5    | Beacons de Boston    | 121 | 32 | 9  | 6  | 17 | 51 | 69 | -18  | 49  |

| Rang | Équipe               | Pts | J  | G  | N  | P  | Bp | Bc | Diff | Bon |
| ---- | -------------------- | --- | -- | -- | -- | -- | -- | -- | ---- | --- |
| 1    | Stokers de Cleveland | 175 | 32 | 14 | 11 | 7  | 62 | 44 | +18  | 58  |
| 2    | Mustangs de Chicago  | 164 | 32 | 13 | 9  | 10 | 68 | 68 | 0    | 59  |
| 3    | Falcons de Toronto   | 144 | 32 | 13 | 6  | 13 | 55 | 69 | -14  | 48  |
| 4    | Cougars de Detroit   | 88  | 31 | 6  | 4  | 21 | 48 | 65 | -17  | 40  |

- Vainqueur de division et qualification pour la finale de la conférence Est

### Résultats
Source : wildstat.com

#### Matchs intra-conférences
| Résultats (▼dom., ►ext.)                                   | DAL | HOU | KC  | SL  | DAL | HOU | KC  | SL  | LA  | OAK | SD  | VAN | LA  | OAK | SD  | VAN |
| Tornado de Dallas                                          |     | 0-6 | 0-3 | 3-1 |     | 2-2 | 1-2 | 0-1 | 0-3 | 1-1 | 2-4 | 0-3 |     |     | 0-2 |     |
| Stars de Houston                                           | 5-0 |     | 1-0 | 4-1 | 4-0 |     | 3-0 | 2-0 | 0-2 | 1-0 | 1-1 | 2-2 | 1-0 |     |     |     |
| Spurs de Kansas City                                       | 6-1 | 1-1 |     | 4-0 | 6-1 | 1-0 |     | 1-3 | 2-1 | 3-1 | 2-1 | 2-1 |     | 1-2 |     |     |
| Stars de Saint-Louis                                       | 8-2 | 3-1 | 2-1 |     | 5-2 | 0-0 | 0-1 |     | 2-2 | 2-1 | 0-3 | 2-1 |     |     |     | 0-0 |
| Wolves de Los Angeles                                      | 7-1 | 4-1 | 0-0 | 2-3 | 1-2 |     |     |     |     | 0-0 | 2-2 | 0-1 |     | 2-4 | 2-1 | 2-0 |
| Clippers d'Oakland                                         | 5-1 | 3-0 | 0-1 | 1-0 |     |     |     | 3-2 | 4-0 |     | 3-2 | 4-0 | 3-0 |     | 1-3 | 6-1 |
| Toros de San Diego                                         | 3-1 | 1-1 | 3-0 | 1-0 |     | 1-2 |     |     | 0-1 | 2-4 |     | 5-1 | 4-1 | 3-3 |     | 2-0 |
| Royals de Vancouver                                        | 3-1 | 2-1 | 2-2 | 1-3 |     |     | 2-0 |     | 1-0 | 0-1 | 1-3 |     | 4-1 | 2-2 | 1-2 |     |
| - Victoire à domicile - Match nul - Victoire à l'extérieur |     |     |     |     |     |     |     |     |     |     |     |     |     |     |     |     |

| Résultats (▼dom., ►ext.)                                   | ATL  | BAL | BOS | NY  | WAS | ATL | BAL | BOS | NY  | WAS | CLE | CHI | DET | TOR | CLE | CHI | DET | TOR |
| Chiefs d'Atlanta                                           |      | 3-0 | 4-1 | 1-1 | 1-2 |     | 2-1 | 1-2 | 1-4 | 1-1 | 3-1 | 4-1 | 2-1 | 1-0 |     |     |     |     |
| Bays de Baltimore                                          | 2-0  |     | 1-0 | 1-0 | 1-0 | 1-3 |     | 2-1 | 1-4 | 0-1 | 1-2 | 0-2 | 3-1 | 4-0 |     |     |     |     |
| Beacons de Boston                                          | 0-1  | 1-1 |     | 0-1 | 3-1 | 1-2 | 1-0 |     | 2-2 | 1-4 | 1-4 | 5-6 | 3-0 | 2-3 |     |     |     |     |
| Generals de New York                                       | 0-0  | 2-1 | 3-3 |     | 4-3 | 3-1 | 1-2 | 1-0 |     | 2-2 | 3-3 | 4-3 | 4-1 | 0-0 |     |     |     |     |
| Whips de Washington                                        | 1-1  | 1-3 | 3-2 | 1-0 |     | 0-1 | 2-1 | 1-2 | 3-2 |     | 1-1 | 4-1 | 2-0 | 3-2 |     |     |     |     |
| Stokers de Cleveland                                       | 0-0  | 1-2 | 1-1 | 1-1 | 2-2 |     |     |     |     |     |     | 2-0 | 3-1 | 2-0 |     | 2-1 | 1-0 | 2-3 |
| Mustangs de Chicago                                        | 4-1  | 1-0 | 3-3 | 3-3 | 2-2 |     |     |     |     |     | 1-2 |     | 3-2 | 2-0 | 1-4 |     | 2-1 | 4-1 |
| Cougars de Detroit                                         | Ann. | 1-2 | 1-2 | 5-0 | 2-1 |     |     |     |     |     | 2-2 | 2-3 |     | 6-1 | 1-4 | 0-0 |     | 2-3 |
| Falcons de Toronto                                         | 0-3  | 3-3 | 4-3 | 3-2 | 2-2 |     |     |     |     |     | 2-2 | 1-1 | 1-0 |     | 0-2 | 8-4 | 1-2 |     |
| - Victoire à domicile - Match nul - Victoire à l'extérieur |      |     |     |     |     |     |     |     |     |     |     |     |     |     |     |     |     |     |

#### Matchs inter-conférences
| Résultats (▼dom., ►ext.)                                   | ATL | BAL | BOS | NY  | WAS | CLE | CHI | DET | TOR |
| Tornado de Dallas                                          | 0-1 |     |     | 1-2 |     | 1-2 | 1-6 |     | 1-1 |
| Stars de Houston                                           |     |     |     | 1-2 | 3-1 | 3-2 |     | 4-1 | 5-0 |
| Spurs de Kansas City                                       |     | 2-1 | 7-1 |     | 1-2 |     | 5-2 | 4-1 |     |
| Stars de Saint-Louis                                       | 1-3 | 1-0 | 1-3 |     |     | 1-1 |     | 1-0 |     |
| Wolves de Los Angeles                                      |     | 2-1 |     | 1-1 |     |     | 1-1 | 3-3 | 3-0 |
| Clippers d'Oakland                                         | 0-1 |     | 2-1 |     | 5-0 | 2-3 | 2-0 |     |     |
| Toros de San Diego                                         |     |     | 2-1 |     | 2-0 | 2-0 |     | 4-1 | 0-3 |
| Royals de Vancouver                                        | 1-0 | 2-1 |     | 3-1 |     |     | 1-1 |     | 4-1 |
| - Victoire à domicile - Match nul - Victoire à l'extérieur |     |     |     |     |     |     |     |     |     |

| Résultats (▼dom., ►ext.)                                   | DAL | HOU | KC  | SL  | LA  | OAK | SD  | VAN |
| Chiefs d'Atlanta                                           |     | 3-1 | 3-1 |     | 2-1 |     | 0-0 |     |
| Bays de Baltimore                                          | 3-0 | 3-1 |     |     |     | 0-0 | 0-2 |     |
| Beacons de Boston                                          | 1-1 | 1-0 |     |     | 0-4 |     |     | 3-2 |
| Generals de New York                                       |     |     | 2-2 | 4-0 |     | 2-4 | 1-1 |     |
| Whips de Washington                                        | 3-0 |     |     | 5-0 | 4-2 |     |     | 5-3 |
| Stokers de Cleveland                                       |     |     | 4-0 | 3-3 | 2-3 | 0-0 |     | 1-2 |
| Mustangs de Chicago                                        | 3-2 | 2-1 |     | 1-1 | 2-2 |     | 2-1 |     |
| Cougars de Detroit                                         | 6-0 |     | 0-0 |     |     | 2-3 | 1-2 | 2-1 |
| Falcons de Toronto                                         |     | 2-0 | 1-0 | 3-0 |     | 2-1 |     | 4-3 |
| - Victoire à domicile - Match nul - Victoire à l'extérieur |     |     |     |     |     |     |     |     |

## Séries éliminatoires

### Règlement
Les demi-finales (qui sont les finales de conférence) ainsi que la finale se déroulent en match aller-retour avec match retour sur le terrain de la meilleure équipe en saison régulière. En cas d'égalité à l'issue des deux matchs, il y a une prolongation de 15 minutes avec but en or. Tant qu'il n'y a pas de but en or, le match continue par autant de prolongations de 15 minutes que nécessaire.

### Tableau
|  | Finales de Conférence     | Finales de Conférence     | Finales de Conférence   | Finales de Conférence   |                         |                         | Finale NASL 1968        | Finale NASL 1968        | Finale NASL 1968        | Finale NASL 1968        |
|  |                           |                           |                         |                         |                         |                         |                         |                         |                         |                         |
|  | 11 et 16 septembre 1968   | 11 et 16 septembre 1968   | 11 et 16 septembre 1968 | 11 et 16 septembre 1968 |                         |                         | 21 et 26 septembre 1968 | 21 et 26 septembre 1968 | 21 et 26 septembre 1968 | 21 et 26 septembre 1968 |
|  | (O1) Toros de San Diego   | (O1) Toros de San Diego   | 1                       | 1 ap                    |                         |                         | 21 et 26 septembre 1968 | 21 et 26 septembre 1968 | 21 et 26 septembre 1968 | 21 et 26 septembre 1968 |
|  | (O1) Toros de San Diego   | (O1) Toros de San Diego   | 1                       | 1 ap                    |                         |                         | 21 et 26 septembre 1968 | 21 et 26 septembre 1968 | 21 et 26 septembre 1968 | 21 et 26 septembre 1968 |
|  | (O2) Spurs de Kansas City | (O2) Spurs de Kansas City | 1                       | 0                       |                         |                         | 21 et 26 septembre 1968 | 21 et 26 septembre 1968 | 21 et 26 septembre 1968 | 21 et 26 septembre 1968 |
|  | (O2) Spurs de Kansas City | (O2) Spurs de Kansas City | 1                       | 0                       | (O1) Toros de San Diego | (O1) Toros de San Diego | 0                       | 0                       |                         |                         |
|  | 11 et 14 septembre 1968   |                           |                         |                         | (O1) Toros de San Diego | (O1) Toros de San Diego | 0                       | 0                       |                         |                         |
|  |                           |                           | (E1) Chiefs d'Atlanta   | (E1) Chiefs d'Atlanta   | 0                       | 3                       |                         |                         |                         |                         |
|  | (E1) Chiefs d'Atlanta     | (E1) Chiefs d'Atlanta     | (E1) Chiefs d'Atlanta   | (E1) Chiefs d'Atlanta   | 0                       | 3                       | 1                       | 2 ap                    |                         |                         |
|  | (E1) Chiefs d'Atlanta     | (E1) Chiefs d'Atlanta     |                         |                         |                         |                         |                         | 2 ap                    |                         |                         |
|  | (E2) Stokers de Cleveland | (E2) Stokers de Cleveland | 1                       | 1                       |                         |                         |                         |                         |                         |                         |
|  | (E2) Stokers de Cleveland | (E2) Stokers de Cleveland | 1                       | 1                       |                         |                         |                         |                         |                         |                         |

## Récompenses individuelles
| Trophée                            | Joueur         | Club                |
| ---------------------------------- | -------------- | ------------------- |
| Meilleur joueur (saison régulière) | Janusz Kowalik | Mustangs de Chicago |
| Meilleur buteur                    | Janusz Kowalik | Mustangs de Chicago |
| Meilleur rookie                    | Kaizer Motaung | Chiefs d'Atlanta    |
| Meilleur entraîneur                | Phil Woosnam   | Chiefs d'Atlanta    |